# Santa Fe Springs
Santa Fe Springs – miasto w stanie Kalifornia, w Stanach Zjednoczonych. W 2000 liczyło 17 438 mieszkańców.

## Miasta partnerskie
- Navojoa, Meksyk
- Tirschenreuth, Niemcy